# Oxton (Nottinghamshire)
Pour les articles homonymes, voir Oxton.
Oxton est un village du Nottinghamshire, en Angleterre.